# Amalie Dideriksen
Amalie Dideriksen   (Kastrup, 24 de maig de 1996) és una ciclista danesa, professional des del 2015 i actualment a l'equip Cofidis. El 2016 va guanyar el Campionat del món en ruta, competició que ja havia guanyat dues vegades anteriorment com a júnior.

## Palmarès en pista
- 2011
  -  Campiona de Dinamarca en Puntuació
  -  Campiona de Dinamarca en Scratch
- 2012
  -  Campiona de Dinamarca en Puntuació
  -  Campiona de Dinamarca en Scratch
  -  Campiona de Dinamarca en Òmnium
  -  Campiona de Dinamarca en velocitat
- 2014
  -  Campiona del món júnior en Scratch
  -  Campiona de Dinamarca en Òmnium
- 2015
  -  Campiona d'Europa sub-23 en Persecució
  -  Campiona d'Europa sub-23 en Òmnium
- 2016
  -  Campiona de Dinamarca en Puntuació
  -  Campiona de Dinamarca en Scratch
  -  Campiona de Dinamarca en persecució
  -  Campiona de Dinamarca en velocitat
- 2017
  -  Campiona de Dinamarca en Òmnium
- 2019
  -  Campiona d'Europa en madison
- 2020
  -  Campiona de Dinamarca en Puntuació
  -  Campiona de Dinamarca en Scratch
  -  Campiona de Dinamarca en americana, amb Trine Schmidt
- 2021
  -  Medalla d'argent en americana, Jocs Olímpics de Tòquio
  -  Campiona de Dinamarca en Puntuació
  -  Campiona de Dinamarca en Òmnium
  -  Campiona de Dinamarca en americana, amb Karoline Hemmsen
- 2024
  -  Campiona del món en madison
  -  Campiona de Dinamarca en americana

## Palmarès en ruta
- 2013
  -  Campiona del món júnior en ruta
  -  Campiona de Dinamarca júnior en contrarellotge
- 2014
  -  Campiona del món júnior en ruta
  -  Campiona de Dinamarca en ruta
- 2015
  -  Campiona de Dinamarca en ruta
  - Vencedora d'una etapa a la Volta a Bèlgica
- 2016
  -  Campiona del món en ruta
  - Vencedora d'una etapa al Boels Ladies Tour
- 2017
  - 1a al Tour de Drenthe
  - 1a a l'Open de Suède Vårgårda TTT
- 2018
  -  Campiona de Dinamarca en ruta
  - Vencedora d'una etapa al The Women's Tour
  - Vencedora de 2 etapes al Boels Ladies Tour
- 2019
  -  Campiona de Dinamarca en ruta
- 2020
  -  Campiona de Dinamarca en contrarellotge
- 2021
  -  Campiona de Dinamarca en ruta
- 2023
  - 1a al Gran Premi Eco-Struct
- 2025
  - Vencedora d'una etapa a la Volta a Portugal

### Resultats a les Grans Voltes

#### Giro d'Itàlia
- 2016: 37a posició
- 2017: 69a posició
- 2023: 121a posició

#### Tour de França
- 2025: 73a posició

#### Volta a Espanya
- 2025: 93a posició